# Renale tubuläre Azidose
Unter einer renalen tubulären Azidose (Synonym: RTA, auch Butler-Albright-Lightwood-Syndrom, englisch: Renal Tubular Acidosis) werden spezifische Störungen der renalen (über die Nieren) Säureausscheidung verstanden.

## Klassifizierung
Es lassen sich drei verschiedene Formen differenzieren:
- Renal-tubuläre Azidose Typ I (distal-tubuläre Sekretionsstörung für Protonen)
- Renal-tubuläre Azidose Typ II (proximal-tubuläre Rückresorptionsstörung für Bicarbonat aufgrund von Carboanhydrasemangel)
- (bei Typ III handelt es sich um ein Mischbild aus den Typen I und II)
- Renal-tubuläre Azidose Typ IV (hyperkaliämische Azidose)

Bei dieser Krankheitsgruppe kann es sich um angeborene Funktionsstörungen der Nierenkanälchen (Tubuli) handeln.
Hinweisend für eine renal-tubuläre Azidose sind nach Ausschluss eines Harnwegsinfektes Urin-pH-Werte, die stets über 5,8 liegen (Urin-pH-Tagesprofil!). Bei Vorliegen einer renal-tubulären Azidose kommt es nach Gabe von 0,1 g/kg/Körpergewicht (1,9 mmol) Ammoniumchlorid nicht zum Absinken des pH-Wertes unter 5,5.

### Renal-tubuläre Azidose Typ I (distale RTA)
Bei dieser Krankheit wird der Urin infolge einer Störung der Sekretion für H+ im Bereich der distalen Tubuli nur unzureichend angesäuert (Urin-pH > 6), obwohl sich eine systemische Azidose einstellt. Es stehen nicht genügend H+-Ionen für die Bildung und Rückresorption von Bikarbonat bereit. Als Kompensation werden Kalium und Natrium  Kationen ausgeschieden. Klinisch im Vordergrund stehen ein Hyperaldosteronismus, eine Volumendepletion, eine Hypercalciurie, Hypokaliämie und eine hyperchlorämische, metabolische Azidose mit normaler Anionenlücke. Häufig ist der chronische Verlauf mit Komplikationen durch eine Nephrolithiasis (Nierensteine) und Nephrokalzinose verbunden.
Die Behandlung erfolgt durch eine Supplementierung mit Kalium und der Verabreichung von Natriumhydrogencarbonat oder Citraten.

### Renal-tubuläre Azidose Typ II (proximale RTA)
Die für dieses Krankheitsbild typische überschießende Bikarbonaturie ist Folge eines persistierenden Rückresorptionsdefektes des proximalen Tubulus für Bikarbonat, was eine chronische metabolische Azidose hervorruft. Von klinischer Relevanz sind der Natrium- und Kaliumverlust, die Volumendepletion und die Aktivierung des Renin-Angiotensin-Aldosteron-Systems (RAAS). Der konsekutive Hyperaldosteronismus führt zu einer vermehrten Rückresorption von Natrium, die die Kaliumverluste steigert. Die distal-tubulären Mechanismen der Harnsäuerung bleiben intakt, so dass die zusätzlich anfallenden sauren Valenzen im Harn ausgeschieden werden. Die wichtigsten Symptome sind bei Kindern Wachstumsstörungen und rachitische Veränderungen, bei Erwachsenen stellt sich eine Osteoporose oder Osteomalazie ein. Es fehlen typischerweise Nephrolithiasis und Nephrokalzinose, wie sie beim Typ I auftreten können.
Die Behandlung besteht in der Zufuhr großer Mengen von Natriumcitrat oder Natriumlaktat. Kaliumsparende Diuretika wie beispielsweise Triamteren sollen den renalen Bikarbonatverlust vermindern können.

### Renal-tubuläre Azidose Typ IV
Dieser Variante liegt eine verminderte Rückresorption von Natrium im Bereich des distalen Tubulus zugrunde, bei der H+-Ionen und Kalium tubulär nur unzureichend sezerniert werden. Es entsteht eine hyperkaliämische renal-tubuläre Azidose, deren primärer Defekt in einem Aldosteronmangel oder in einer Aldosteronresistenz begründet ist. Unter einer Säurebelastung kann der Harn normal angesäuert werden, die Titrationsazidität ist durch die verringerte Ammoniumbildung reduziert. Bei Kindern und normaler Nierenfunktion wird diese Störung bei schwerem Natriumverlust beobachtet, bei erheblicher Nierenfunktionseinbuße ebenfalls bei erwachsenen Patienten.
Die therapeutischen Ziele sind die Vermeidung einer lebensbedrohlichen Hyperkaliämie mit einer kaliumarmen Diät und Verzicht auf kaliumsparende Diuretika.